# パオロ・サンマルコ
パオロ・サンマルコ（Paolo Sammarco,1983年3月17日- ）は、イタリア、コモ出身の元サッカー選手。現役時代のポジションはMF。

## 経歴
名門ACミランのユース出身だが、才能をフルに発揮しきれずレンタル移籍を繰り返す。Viterbese,Pratoと下部リーグでの実戦経験を積み、2004年にACキエーヴォ・ヴェローナに移籍。中盤を支えるキープレーヤーとして奮闘し、セリエA残留に貢献した。キエーヴォがセリエBに降格したため、2007年にUCサンプドリアへ移籍した。
サンプドリアにおいてはワルテル・マッツァーリの指導下で才能が開花し、積極的な攻め上がりでチームに貢献。2007-2008シーズンは30試合出場で5得点を記録した。2008-2009シーズン、サンプドリアへ完全移籍した。2009-10シーズンはウディネーゼ・カルチョへレンタル移籍。2011年1月にはACチェゼーナへレンタル移籍。2011年8月、古巣のキエーヴォにレンタルで復帰した。
2005年からU-21イタリア代表に選出され、2006年のU-21欧州選手権にも出場。